# Stilobezzia zonata
Stilobezzia zonata är en tvåvingeart som beskrevs av Tokunaga 1963. Stilobezzia zonata ingår i släktet Stilobezzia och familjen svidknott. Inga underarter finns listade i Catalogue of Life.